# Herman-Louis-Bernard-Ernest de Calouin de Tréville
Herman-Louis-Bernard-Ernest de Calouin de Tréville, né le 28 février 1802 à Castelnaudary et mort le  18 février 1886 à Tréville, est un militaire et homme politique français.

## Biographie
Il prit part, comme lieutenant de dragons, à l'expédition d'Espagne en 1823 et devint garde du corps du roi. En 1830, il quitta l'armée pour ne pas servir la branche cadette, et refusa depuis, à plusieurs reprises, les fonctions de conseiller municipal.
Élu, le 8 février 1871, représentant de l'Aude à l'Assemblée nationale, il prit place a l'extrême-droite, signa la demande de rétablissement de la monarchie et l'adresse des députés syllabistes au pape, et fut l'un des 8 membres du groupe légitimiste qui se prononcèrent contre la prorogation des pouvoirs du maréchal de Mac-Mahon ; il vota pour la paix, pour l'abrogation des lois d'exil, pour la pétition des évêques, contre le service de trois ans, pour la démission de Thiers, contre le ministère de Broglie, contre l'amendement Wallon, contre les lois constitutionnelles.
Ayant adhéré à la combinaison de quelques membres de l'extrême droite avec la gauche, il fut élu, le 11 décembre 1875, sénateur inamovible par l'Assemblée nationale ; il prit encore place à l'extrême droite, vota, en juin 1877, la dissolution de la Chambre demandée par le ministère de Broglie, désapprouva la politique scolaire et coloniale des ministères républicains, et vota, jusqu'à sa mort, avec la minorité monarchiste intransigeante de la Chambre haute.